# Màrqueting creatiu
El màrqueting creatiu aplica la creativitat per captar l'atenció del consumidor i resoldre problemes de manera original. Implica un procés creatiu que va des de la identificació del problema fins a la verificació de la solució. En l'àmbit empresarial, és essencial per a la creació de productes innovadors, diferenciació de la competència i fidelització de clients. Les empreses que utilitzen la creativitat de manera estratègica de màrqueting poden obtenir avantatge en un mercat competitiu. En concret, passa per la troballa d'unna idea única i original a través de la qual es desenvolupen les diferents expressions que donaran forma a un anunci o a una campanya de comunicació.

## Etapes del procés creatiu
1. Identificació: aquesta fase, sembla una cosa òbvia, però abans de començar, hem de saber exactament quin tipus de problema s'ha de resoldre.
2. Preparació: la preparació ha de ser directa i indirecta. Serà directa quan únicament busquem informacions que contribueixin a una possible solució. Parlarem de preparació indirecta quan una vegada que s'esgoti tota la informació que teníem al nostre abast, es comença a buscar altres informacions possibles.
3. Incubació: res es descobreix en la primera hora. Es necessita descansar. La incubació després de l'acumulació de dades directes i indirectes, és una relació de la ment humana contra la pressió angoixant.
4. Escalfament: la tornada al problema, amb la sensació d'una solució propera, constitueix una etapa clarament diferent del procés creatiu, és el que anomenem warm-up o escalfament.
5. Il·luminació: és quan aflora la idea.
6. Elaboració: les idees que abans eren abstractes, s'organitzen a través de la construcció d'una teoria o de la formulació d'un pla.
7. Verificació: hi ha un interval de temps, que varia entre uns segons fins a diversos anys, entre la il·luminació, l'elaboració de la idea i la seva verificació.

## Màrqueting creatiu a les empreses
Pel que fa al tema que ens concerneix de creativitat i màrqueting, es pot afirmar que tots dos conceptes són compatibles, sobretot si fem coincidir els termes en processos relacionats amb la creació de nous productes i la captació de l'atenció del consumidor on la creativitat té un paper de gran importància i fonamental per al bon funcionament d'una empresa, ja que, ajuda a dinamitzar les vendes, solucionar les necessitats de mercat, diferenciar-se de la competència i fidelitzar els clients. Si una empresa no és creativa, acabarà quedant-se enrere, fent que els seus competidors la sobrepassin.
Les empreses amb una filosofia creativa posseeixen plans estratègics dels quals contenen les paraules creativitat i innovació en els seus objectius. Un dels primers casos de màrqueting creatiu el va idear Jerry Welsh per a l'empresa American Express. Es va tractar d'una campanya duta a terme entre setembre i desembre de 1983, per la qual American Express va fer una contribució per restaurar l'Estàtua de la Llibertat cada vegada que un client realitzava una transacció amb les seves targetes de crèdit.
En tota organització creativa, els seus directius reaccionen positivament davant les noves idees i tracten de trobar maneres de reforçar la conducta creativa dels treballadors, adquirint un compromís fort per portar a la pràctica i implantar en el menor temps possible les idees valorades positivament.
La innovació i el llançament de nous productes al mercat comporten sempre un risc, per la qual cosa s'ha de tenir en compte la possibilitat que el nou producte fracassi.
La creativitat és un dels pilars fonamentals en el funcionament de l'empresa, i és aplicable en multitud de departaments i funcions.

## Beneficis
- Solucionar necessitats no ateses del mercat.
- Dinamitzar vendes.
- Diferenciar-se de la competència.
- Fidelitzar els clients
Estimular la creativitat a l'empresa en general i el departament de màrqueting en particular, ens ajudarà a aconseguir alguns hàbits tan importants com:
- Major cohesió de l'equip de treball.
- Increment del sentiment de pertinença a un projecte blogal.
- Desenvolupament de propostes des de tots els àmbits.
- Millor resistència davant crisi.
- Reducció de baixes per estrès.
- Retenció de talent.

## Com entrenar les habilitats creatives?
Segons certes ideologies, la creativitat és una habilitat innata que podem o no posseir els éssers humans en néixer. Per a altres, es tracta d'una capacitat que és possible entrenar a força de pràctica. En aquest sentit, es pot entrenar per potenciar el nivell de capacitat per generar idees i aplicar tècniques que, gairebé sense esforç, t'ajudin a aconseguir contingut original.

### Nivell bàsic
- Ordena el teu espai de treball sempre que puguis.
- Realitza descansos de 15-20 minuts cada 2 hores de treball.
- Estableix una rutina setmanal d'activitats físiques.
- Consulta terceres opinions abans i després de llançar una idea.

### Nivell intermedi
- Presa de notes de tot el que se t'ocorri, per absurd que sigui, siguis on siguis.
- Juga a jocs per entrenar la ment tipus "Brain Training" en les teves estones lliures.
- Llegeix articles de qualsevol tema que et resulti interessant 30-45 minuts abans de posar-te a treballar i / o d'anar-te'n al llit.
- Investiga sobre altres alternatives 2 o 3 vegades en setmana, com estils de música, gèneres literaris, diferents cultures, etc.

### Nivell intens
- Porta un calendari amb notes de tasques o projectes nous, en curs, pendents i aquells que mai vas portar a terme, i actualitza'l al mínim un cop a la setmana.
- Combina les teves idees per desenvolupar idees encara més potents i originals.
- Visualitza esquemes mentals cada diumenge amb totes les noves idees que vas tenir durant la setmana.
- Fes un mínim de 2 col·laboracions al mes.

## Com aplicar el potencial creatiu en el màrqueting?
La creativitat és el millor que podem aplicar als nostres continguts per aportar valor i ser considerats per la nostra professionalitat a Internet.
5 grans pilars que sostenen el saber fer d'aquest bloc:

### Brainstorming
Una de les coses més positives de treballar en equip i / o consultar amb opinions de terceres persones, és la possibilitat de realitzar una tempesta d'idees o brainstorming amb la qual planificar nous continguts molt potents a futur.
A més, la tècnica del brainstorming combina un enfocament relaxat i informal per a la resolució de problemes, ja que els participants aporten les idees que van sorgint; mentre uns aporten solucions originals, altres poden generar encara més idees.

### Mapa d'idees
Un mapa d'idees consisteix a recrear un llistat visual amb les diferents aportacions recaptades, traçant connexions entre elles.

### Varietat de formats
Una altra forma d'aplicar els pensaments creatius al món del màrqueting, és combinar diferents formats de manera semblant a la que combinem diferents idees per generar idees millors.
Es pot optar per molt diferents formats per crear contingut creatiu. Alguns exemples són: butlletins de notícies, articles de revista, infografies, publicacions en un bloc, podcasts, vídeos, seminaris web, llibres electrònics, conferències, tallers o entrevistes, presentacions en Powerpoint, tutorials, guies, llibres blancs, informes...

### Contingut evergreen
Es tracta d'un contingut rellevant que no perd interès ni actualitat malgrat el transcurs del temps, pel que és un material potencial per ser posicionat en els motors de cerca.

## Conclusió
En conclusió podem dir que la paraula màrqueting sempre hauria d'anar acompanyada amb la creativitat perquè sinó és molt possible que el que s'intenti vendre o promocionar no tingui èxit. S'ha comprovat que la creativitat no només augmenta l'interès de les persones en un producte o activitat sinó que també té molts altres beneficis i sobretot dins d'una empresa. Per tant, si el vostre objectiu és arribar amb qualsevol producte a un públic determinat, utilitzeu la creativitat que té un paper molt important en aquest sector.